# Alunit
Alunit eller alunsten är ett vitt-gulgrått sulfatmineral med den kemiska sammansättningen KAl3(SO4)2(OH)6 (hydratiserat aluminiumkaliumsulfat). Den påträffades första gången på 1400-talet i Tolfa, nära Rom, där den bröts för tillverkning av alun. Först kallad aluminilit av J.C. Delamétherie 1797, ändrades detta namn av François Beudant tre decennier senare till alunit.

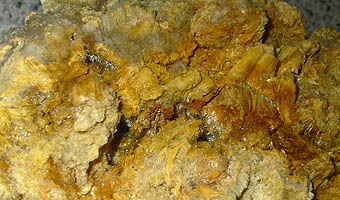
Alunit från Slovakien.

Alunitkristaller är morfologiskt romboedrar med gränssnittsvinklar på 90° 50', vilket gör att de liknar kuber. Kristallsymmetri är trigonal. Små glittrande kristaller har också hittats lösa i håligheter i förändrad ryolit. Alunit varierar i färg från vit till gulgrå. Den har Mohs hårdhet på 3,5 - 4 och en relativ densitet på 2,6–2,9. Alunit löses i svavelsyra men inte i vatten eller svaga syror.
[[File:Alunite Basic hydrous aluminum potassium sulfate Marysvale Piute County Utah 2324.jpg|left|thumb|Alunit från Marysvale, Utah]]
Om aluminiumkomponenten ersätts med järn (Fe3+) får man jarosit och alunit förekommer som sekundärt mineral i järn(III)sulfatmalm. Natrium kan ersätta kalium och natriumrika aluniter kallas natroalunit.

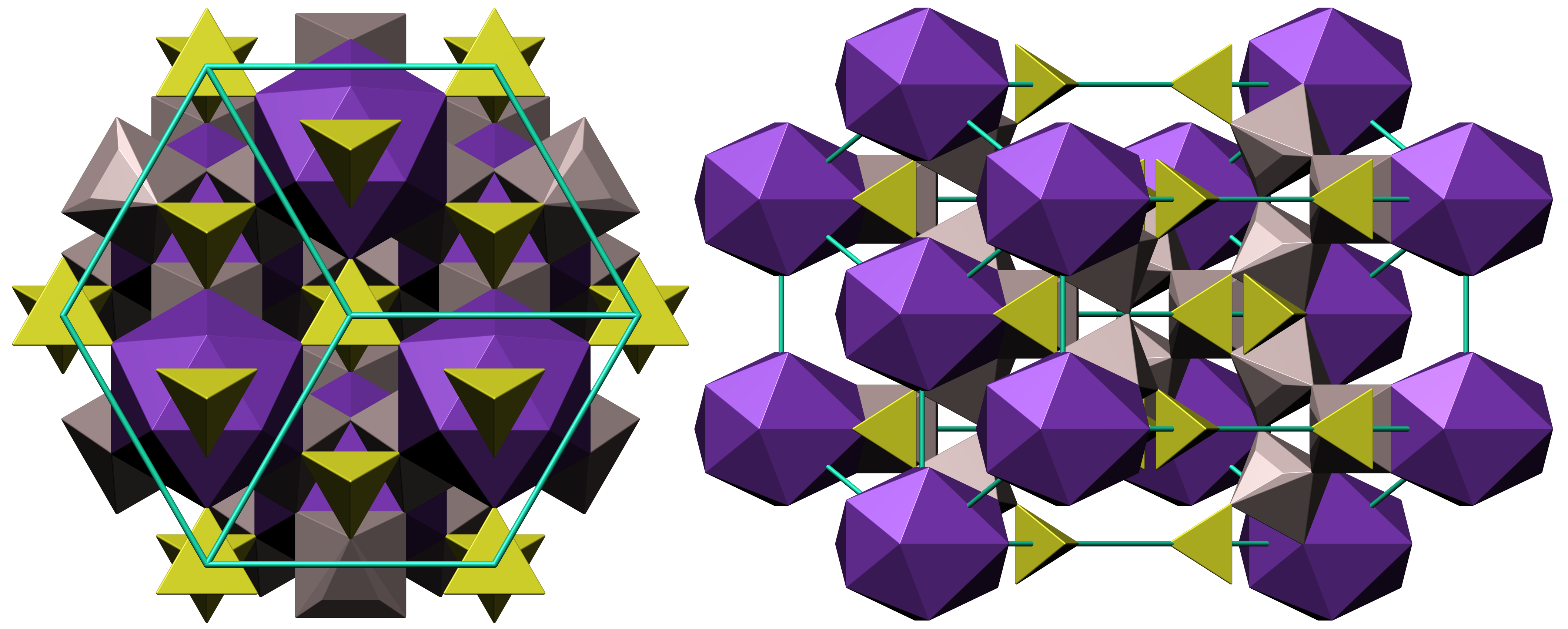
Kristallstruktur hos alunit

## Förekomst
Man hittar sällan alunitkristaller i håligheter i berg. Mineralen kristalliserar till en hexagonal kristallstruktur där kristallerna bildar romboedriska pyramider med en mellanliggande vinkel på 90°50' vilket får dem att likna kuber. Den bildas genom verkan av svavelsyrahaltiga lösningar på dessa bergarter under oxidation och urlakning av metallsulfidavlagringar. 
Alunit förekommer i trachyt, ryolit och andra natriumrika magmatiska bergarter samt i närheten av fumaroler. Alunit har en finkornig massa som kan likna kalksten, dolomit, anhydrit och magnesit.

## Användning
Alunit används till så kallade alunstift för att dra samman mindre sår vid till exempel rakning. I grottor avsätts alunit på väggarna i samband med droppstensformationer (stalagmiter och stalaktiter) vilket används vid åldersbestämning av formationerna. De mer kompakta sorterna från Ungern är så hårda och sega att de har använts till kvarnstenar.
Historiskt omfattande fyndigheter bröts i Toscana och Ungern och i Bulahdelah, New South Wales, Australien. Det bryts för närvarande i Tolfa, Italien. I USA finns det i San Juan-distriktet i Colorado; Goldfield, Nevada; spökstaden Alunite, Utah nära Marysvale; och Red Mountain nära Patagonia, Arizona. Arizona-förekomsten ligger lämpligen ovanför en kanjon som heter Alum Gulch. Alunit bryts som en malm av både kalium och aluminium vid Marysvale. En del av malmfyndigheterna lokaliserades genom luftburen och multispektral avbildning med satellit.
En artikel i maj/juni 2019-numret av Archaeology magazine säger att i Kina, i Henanprovinsen, hittades ett sortiment av keramiska föremål och burkar, som går tillbaka 2000 år. I en av burkarna hittades en blandning av alunit och kaliumnitrat. Blandningen ansågs då vara en "blandning av odödlighet" som nämns i gamla kinesiska texter. Uppenbarligen verkar detta inte ha lyckats.